# Cabira bohajensis
Cabira bohajensis är en ringmaskart som beskrevs av Britaev och Saphronova 1981. Cabira bohajensis ingår i släktet Cabira och familjen Pilargidae. Inga underarter finns listade i Catalogue of Life.